# أندراج شبورار
أندراچ شبورار (بالسلوفينية: Andraž Šporar)‏ (مواليد 27 فبراير 1994) هو لاعب كرة قدم سلوفيني يجيد اللعب في مركز قلب الهجوم ، ويلعب أيضًا كجناح هجومي أيمن ومهاجم ثاني ، ويلعب حاليًا لنادي بازل السويسري.

## روابط خارجية
- أندراج شبورار على موقع الاتحاد الدولي (مؤرشف)  (الإنجليزية)
- أندراج شبورار على موقع الاتحاد الأوربي (الإنجليزية)
- أندراج شبورار على موقع اتحاد تركيا (لاعب) (الإنجليزية)
- أندراج شبورار على موقع قاعدة بيانات كرة القدم.إي يو (الإنجليزية)
- أندراج شبورار على موقع ناشيونال فوتبول تيمز (الإنجليزية)
- أندراج شبورار على موقع Soccerway.com (الإنجليزية)
- أندراج شبورار على موقع عالم كرة القدم.نت (الإنجليزية)
- أندراج شبورار على موقع AS.com (الإسبانية)

- Andraž Šporar